# مایه دردسر
«مایهٔ دردسر» (به انگلیسی: Liability) ترانه‌ای است که خواننده-ترانه‌سرای نیوزلندی، لرد، برای دومین آلبوم استودیوی‌اش، ملودراما (۲۰۱۷) ضبط کرده است. لرد این ترانه را با جک آنتونوف مشترکا نوشت و تهیه کرد. این ترانه در ۱۰ مارس ۲۰۱۷ توسط لاوا و ریپابلیک رکوردز به‌عنوان نخستین تک‌آهنگ تبلیغاتی آلبوم منتشر شد. این ترانه یک بالاد پیانومحور پاپ است که در پس‌زمینه با ارگ و گیتار همراهی می‌شود. اشعار این ترانه، پیامد به شهرت رسیدن خواننده و همچنین تأثیر آن بر سلامت عاطفی او را شرح می‌دهد.
منتقدان محتوای متن ترانه و آواز لرد را ستودند. برخی به تغییر چشمگیر سبک لرد نسبت به تک‌آهنگ اصلی آلبوم «چراغ سبز» (۲۰۱۷) که یک هفته قبل از آن منتشر شد اشاره کردند. این ترانه در ایالات متحده و بریتانیا وارد جدول فروش شد و به‌ترتیب در رتبه‌های ۷۸ و ۸۴ این کشورها قرار گرفت. لرد «مایهٔ دردسر» را برای نخستین بار در سال ۲۰۱۷ در پخش زنده شنبه شب و پس از آن در جشنواره کوچلا در کالیفرنیا اجرا کرد. این ترانه بخشی از فهرست اجراهای تور جهانی ملودراما (۲۰۱۷–۲۰۱۸) بود.